# Fiat Topolino
Fiat 500 Topolino är en personbil, tillverkad av den italienska biltillverkaren Fiat mellan 1936 och 1955.

## 500 Topolino (1936–1948)
Fiat hade redan etablerat sig som framgångsrik småbilstillverkare med modeller som 509 och 508 Balilla, när man 1936 presenterade sin minsta modell 500 Topolino. Smeknamnet ”Topolino” är det italienska namnet på Musse Pigg. Bilen var så liten att den bara rymde två sittplatser. Karossen saknade bagagelucka, så bagaget fick lastas inifrån kupén. Men till skillnad från många andra småbilar från den här tiden var Topolinon en ”riktig” bil, med vattenkyld fyrcylindrig motor, synkroniserad växellåda, individuell framhjulsupphängning och hydrauliska bromsar. Bilen fanns i två versioner, en täckt sedan och en sedan med stort öppningsbart tygtak.
Med sina fullvuxna egenskaper och låga pris blev Topolinon en stor framgång och tillverkades i drygt 110 000 exemplar.  

## 500B (1948–1949)
År 1948 introducerades 500B med toppventilsmotor. Samtidigt kompletterades programmet med kombi-versionen Giardinetta, med karossen delvis gjord av trä. Giardinettan hade ett litet baksäte som gjorde bilen fyrsitsig. Produktionen uppgick till 21 000 exemplar.

## 500C (1949–1955)
Redan efter ett år ersattes 500B av 500C med delvis ny kaross, komplett med lucka baktill med plats för reservhjul och domkraft. Bagage lastades som på tidigare modell. Giardinettan fortsatte tillverkas, men ersattes 1952 av Belvedere med stålkaross. Produktionen uppgick till 376 400 exemplar.

## Motorer
| Modell  | Årsmodell | Motor              | Cylindervolym | Effekt  | Bränslesystem   |
| ------- | --------- | ------------------ | ------------- | ------- | --------------- |
| 500     | 1936-48   | 4-cyl radmotor sv  | 569 cm³       | 13 hk   | Enkel förgasare |
| 500B, C | 1948-55   | 4-cyl radmotor ohv | 569 cm³       | 16,5 hk | Enkel förgasare |

## Bilder

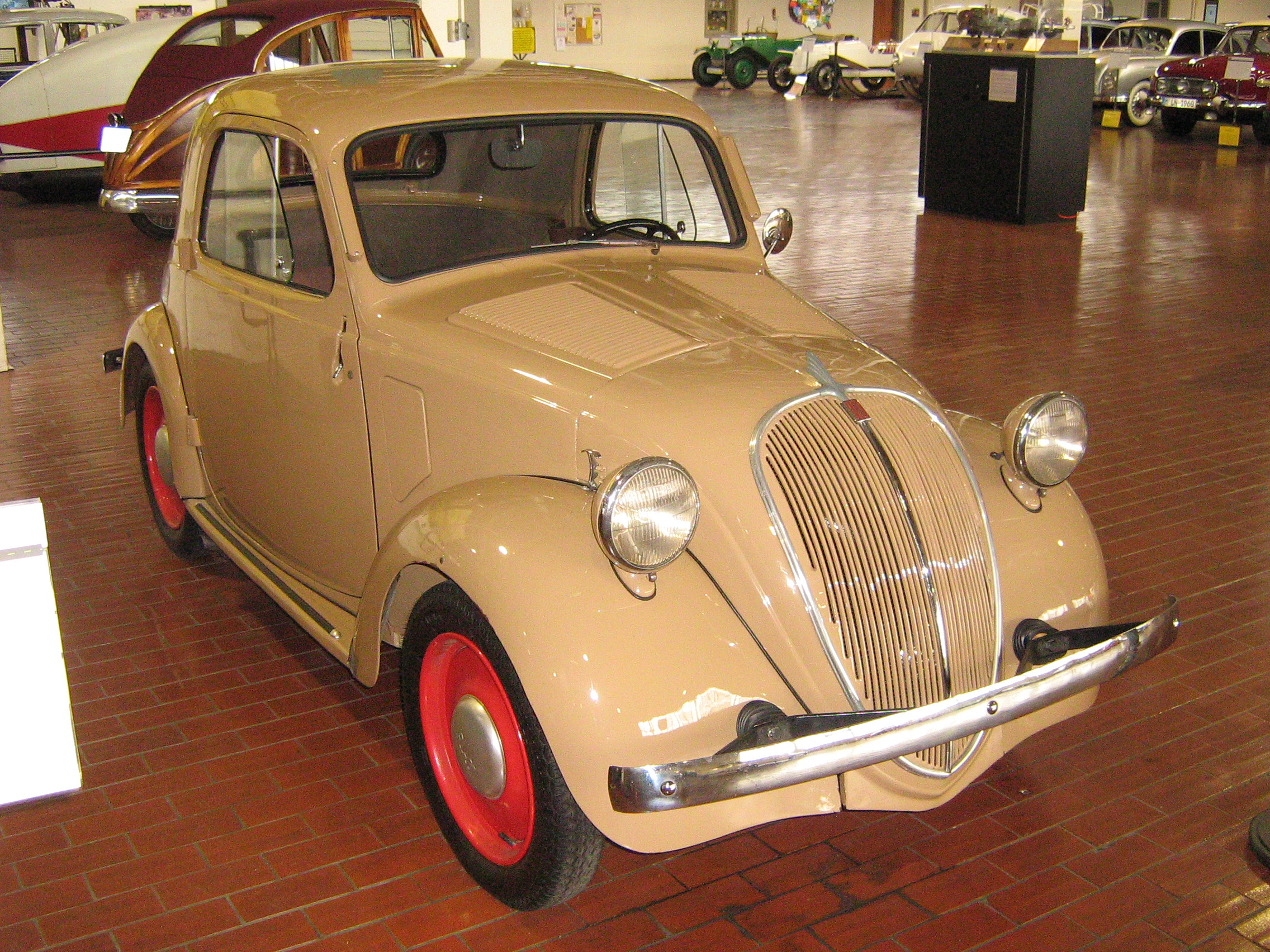
Fiat 500 Coupe Topolino.
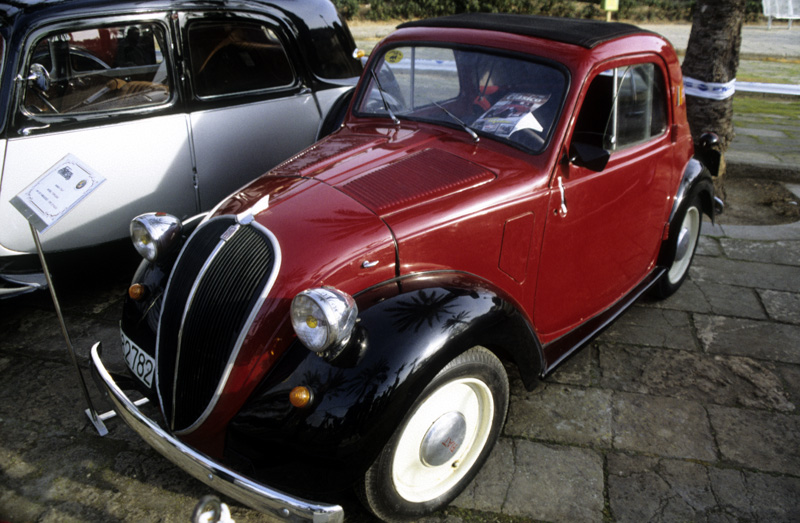
Fiat 500B.
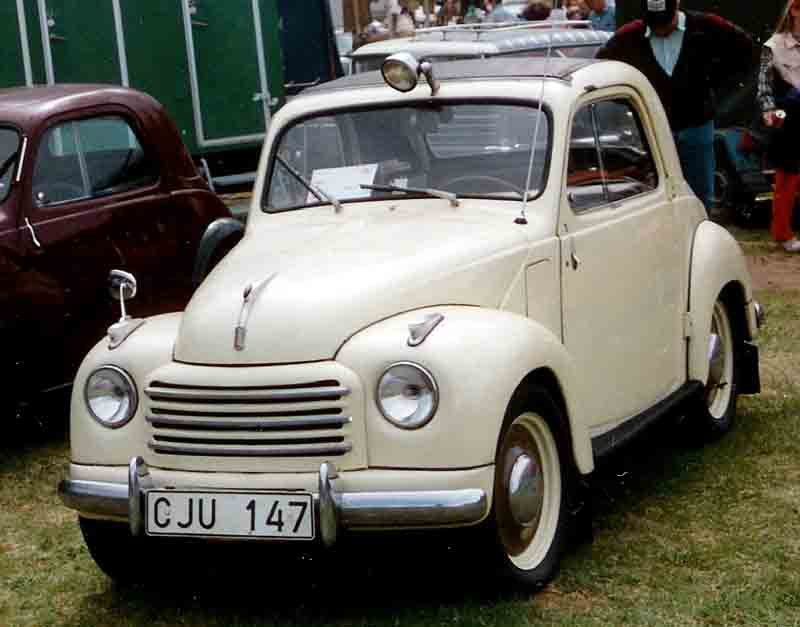
Fiat 500C.
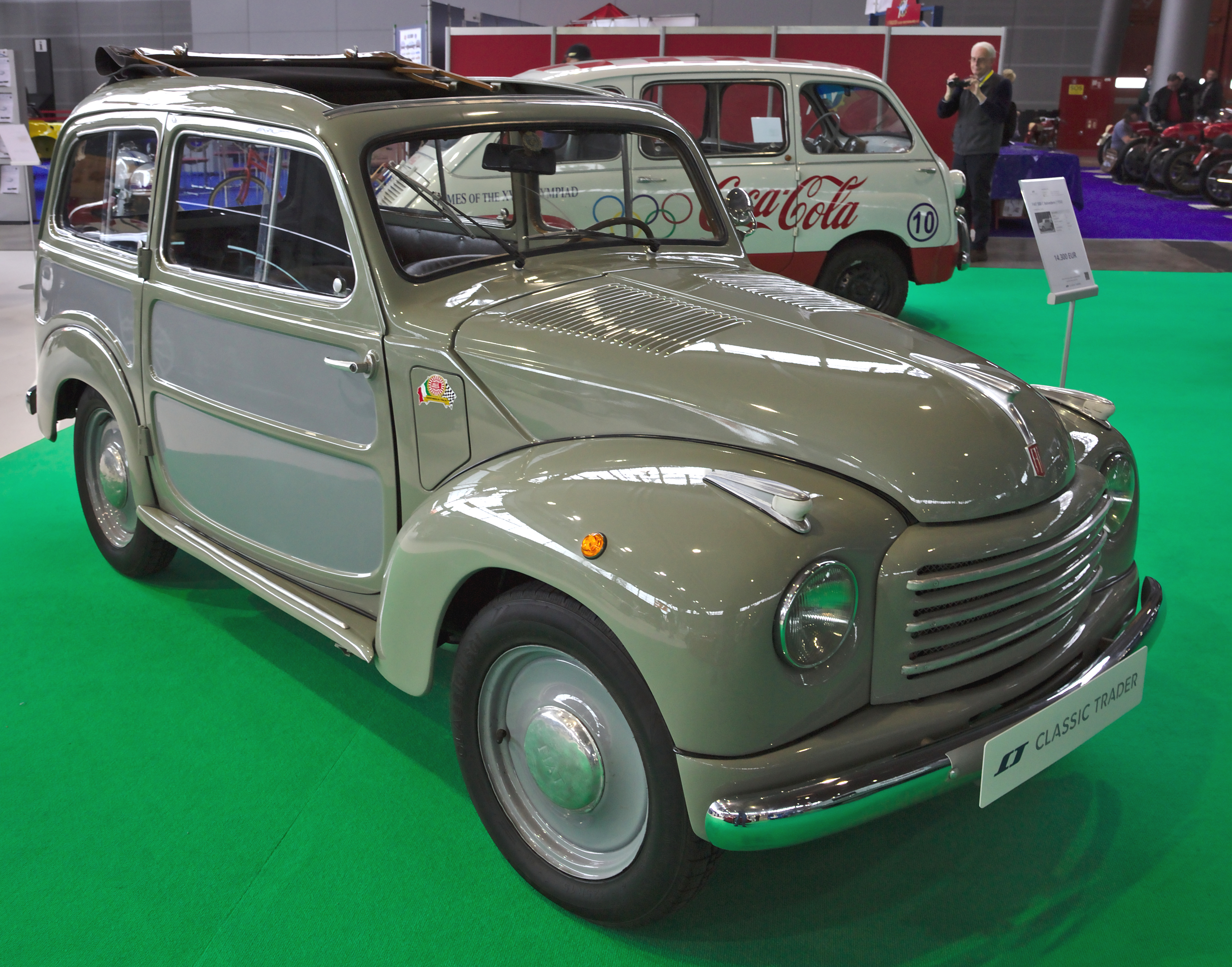
Fiat 500C Belvedere.